# Tom Tancredo
Thomas Gerard ("Tom") Tancredo (født 20. december 1945 i Denver) er en amerikansk politiker fra Colorado. Han var kongresmand fra 1999 til 2009 for et distrikt som dækker en del af Denver og omliggende områder, som medlem af Det republikanske parti. Han forsøgte sig som republikansk præsidentkandidat i 2008, men blev slået i primærvalgene. Senere stillede han op som guvernørkandidat i Colorado for Forfatningspartiet i 2010. Han opnåede 36.7% af stemmerne og slog dermed klart den republikanske kandidat, men tabte samtidig til demokraten John Hickenlooper.